# 1871 في المملكة المتحدة
فيما يلي قوائم الأحداث التي وقعت خلال عام 1871 في المملكة المتحدة.

## ظهور
- 1 يناير – كارميللا

## كتب
من الكتب التي صدرت هذه السنة في المملكة المتحدة:
- 1 يناير – مدل مارش من تأليف جورج إليوت.

## مواليد

### يناير
- 1 يناير – فرد شيلدون لاعب كرة قدم إنجليزي.

### فبراير
- 16 فبراير – آرثر بونسومبي سياسي من المملكة المتحدة.[1]

### مارس
- 1 مارس – آرثر هانت[2]
- 11 مارس – فيولت ميليسنت بينكني لاعبة كرة مضرب بريطانية.

### مايو
- 26 مايو – فيل كيلسو لاعب كرة قدم اسكتلندي.

### يونيو
- 13 يونيو – هيلين أميرة أورليان[3]

### يوليو
- 24 يوليو – ليليان ليندساي

### أغسطس
- 15 أغسطس – آرثر تانسلي عالم نبات بريطاني.[4]

### سبتمبر
- 24 سبتمبر – لوتي دود

## وفيات

### يناير
- 18 يناير – جورج هايتر (مواليد 1792) فنان بريطاني.[5]

### أبريل
- 23 أبريل – جيمس بالمر (مواليد 1803) جراح من المملكة المتحدة.[6]

### مايو
- 11 مايو – جون هيرشل (مواليد 1792)[7]

### يونيو
- 9 يونيو – آنا أتكينز (مواليد 1799)[8]

### يوليو
- 1 يوليو – هنري لونغفيل مانسل (مواليد 1820)[9]

### أكتوبر
- 18 أكتوبر – تشارلز بابيج (مواليد 1791)[10]

### نوفمبر
- 1 نوفمبر – ويليام باكستر (مواليد 1787) عالم نبات من المملكة المتحدة.[11]

### ديسمبر
- 14 ديسمبر – جورج هدسون (مواليد 1800) سياسي بريطاني.[12]
- 28 ديسمبر – جون هنري برات (مواليد 1809) رياضياتي بريطاني.[13]